# GRAV
GRAV sigla en francés del Groupe de Recherche d'Art Visuel (Grupo de Investigación de Arte Visual).
Grupo estético y artístico fundado en París durante el año 1960 por Julio Le Parc, García-Rossi, Hugo Demarco, F.Morellet, Denise René, Francisco Sobrino Ochoa, J.Stein e Yvaral, en este grupo también participó Norberto Gómez. Como su nombre lo señala, el interés manifiesto fue el de investigar artísticamente con los efectos lumínicos, cromáticos y visuales en general, lo que conllevó a una experimentación óptica (V: op-art), cinética (V: arte cinético) e incluso háptica (principalmente táctil) de los objetos. Con tales elementos realizaron obras en las que resultaban determinantes la participación del "espectador" y las transformaciones espaciales. El grupo fue disuelto en 1968. Algunas de las realizaciones más destacadas se llamaron: Laberinto (1963); Laberinto II (1965); Un día en la calle (1966). Con el GRAV puede decirse que se inaugura decididamente un arte principalmente interactivo entre el "espectador" y la obra de arte.
El Grupo de Investigación de Arte Visual emitió su propio manifiesto, en el mismo se resalta que la obra no debe importar sino más bien su interpretación; ya que el punto de interés está en el ojo del espectador quien participa  activamente  en obras que son semejantes a instalaciones, algunas de estas obras poseen efectos cinéticos a partir de motores silentes, las personas participan en juegos de transparencias, luces, reflexiones y movimientos. Según tales criterios: se busca el arte despojado de las mistificaciones, reducido a una simple actividad humana.